# Capella Ecumenica
Capella Ecumenica, pełna nazwa: Capella Ecumenica Sanctæ Annæ in scopulis (pol. Kaplica Ekumeniczna św. Anny na szkierze) – kaplica ekumeniczna położona na szkierze Västra Gärdsholmen, wchodzącym w skład archipelagu Sankt Annas skärgård w regionie administracyjnym Östergötland. Zbudowana z inicjatywy Hildinga Bielkhammara i zainaugurowana 27 maja 1965 roku, w święto Wniebowstąpienia Pańskiego (szw. Kristi himmelsfärdsdag) przez ówczesnego biskupa Linköping, Ragnara Askmarka.

## Historia
Kaplica na Västra Gärdsholmen jest dziełem Hildinga Bielkhammara, który w 1925 roku odwiedził go jako 18-latek duże spotkanie ekumeniczne, prowadzone w Sztokholmie przez arcybiskupa Nathana Söderbloma. Tam usłyszał modlitwę Ojcze nasz odmawianą w ponad 50 językach. Wtedy wpadł na pomysł stworzenia centrum ekumenicznego w swoim regionie. Jesienią 1958 roku zaczął wraz z rodziną i przyjaciółmi przenosić szary kamień z brzegów wyspy na górę, gdzie miała stanąć kaplica. Ręcznie wzniesiono grube na metr mury tworząc replikę starego, kamiennego kościoła św. Anny w Söderköping, zbudowanego w latach 80. XIV wieku przez Annę Niclisadotter za zezwoleniem ówczesnego biskupa Linköping, Nilsa Hermanssona. Ołtarz zbudowano z kamieni pochodzących z: Old Swedes Church w Delaware, Ławry Peczerskiej w Kijowie i Soboru Zwiastowania w Moskwie. Obok kaplicy wzniesiono dzwonnicę. Kaplica na Västra Gärdsholmen została zainaugurowana w święto Wniebowstąpienia Pańskiego (szw. Kristi himmelsfärdsdag) przez ówczesnego biskupa Linköping, Ragnara Askmarka. Od tego czasu działalność w niej prowadzona jest przez stowarzyszenie Förening Capella Ecumenica Sanctæ Annæ in Scopulis, wspierane przez różne kościoły i kongregacje. 25 maja 1975 roku Capella Ecumenica obchodziła 10-lecie swego istnienia. W tym samym dniu król Karol XVI Gustaw rozpoczął Eriksgatę przez Östergötland składając wizytę na Västra Gärsholmen. Z tej okazji został honorowym członkiem stowarzyszenia Capella Ecumenica i otrzymał klucz do kaplicy.
W 2017 roku papież Franciszek składający wizytę w Szwecji otrzymał od pary królewskiej dar od Capella Ecumenica, akwafortę i książkę o kaplicy. W niedzielę 9 lipca tego samego roku nowo mianowany kardynał Anders Arborelius odprawił Mszę św. w Capella Ecumenica. Uczestniczyło w niej około 400 osób z różnych krajów. Było to prawdopodobnie rekordowe zgromadzenie wiernych na wyspie.